# Комраков, Борис Петрович
Бори́с Петро́вич Комрако́в (род. 30 октября 1948, Станислав) — российский математик, специалист по теории групп Ли и теории однородных пространств, награждён медалью имени Н. И. Лобачевского.

## Биография
Родился 30 октября 1948 года в Ивано-Франковске.
В 1971 году окончил механико-математический факультет Белорусского государственного университета. В 1971—1975 годы работал в Институте геохимии и геофизики АН Белорусской ССР, с 1977 по 1988 годы — в Белорусском политехническом институте, с 1991 по 1998 — в Белорусском государственном университете.
В 1991 году защитил докторскую диссертацию в университете Тарту (Эстония), а в 1994 году получил учёное звание профессора.
С 1996 года работает в Институте математики и механики имени Н. И. Лобачевского при Казанском государственном университете.

## Награды
- Премия Ленинского комсомола Беларуси (1980)
- Медаль имени Н. И. Лобачевского (1997)